# Morgan Ågren
Morgan Ågren, född 13 juli 1967 i Umeå, är en svensk trumslagare som spelar tillsammans med Mats Öberg i Mats/Morgan band. Han är även känd från Utbildningsradions trumskola Trum.

## Biografi
Ågren växte upp i Umeå med en far som var aktiv som sångare i ett band. Han började spela trummor vid fyra eller fem års ålder. Han och Mats Öberg började spela musik tillsammans 1981. Sju år senare fick duon möjlighet att spela tillsammans med Frank Zappa vid en konsert i Stockholm och sedan följa med honom och hans band på spelningar i USA 1991 och 1993, samma år som Zappa gick bort. Året efter vann Steve Vai en Grammy för Best Rock Instrumental Performance för en låt från tributalbumet Zappa's Universe där duon medverkat. I mitten av 1990-talet började duon släppa skivor under namnet Mats/Morgan Band.
Å 2001 blev Ågren kontaktad av Utbildningsradion för att skapa ett TV-program med trumfokus. Han fick fria händer och samarbetet resulterade i tio femtonminutersepisoder med olika teman och gäster.
Han är gift med musikern Tina Ahlin.

### Artistsamarbeten
Ågren har spelat med Cabazz, King Crimson, Devin Townsend, Kaipa, Fläskkvartetten, Steve Vai, Jimmy Ågren, Freddie Wadling, Fredrik Thordendal, Spoonman, Glenn Hughes, Tony Iommi, Terry Bozzio, Mike Keneally, Dweezil Zappa och Frank Zappa.

## Diskografi (i urval)

### Mats/Morgan Band
- 1996 – Trends and Other Diseases
- 1997 – The Music or the Money
- 1998 – Radio DaDa
- 1998 – The Teenage Tapes
- 2001 – Live
- 2002 – On Air with Guests
- 2005 – Thanks for Flying With Us
- 2008 – Heat Beats Live (+ Tourbook 1991–2007) (dvd+cd)
- 2014 – [schack tati]

### Övrigt
- 1987 – Chinese Garden – Cabazz
- 1990 – Far Away – Cabazz
- 1990 – Goodbye Sweden – Fläskkvartetten
- 1993 – Open Your Eyes – Agamon
- 1993 – Zappa's Universe – Blandade artister
- 1993 – Flow – Fläskkvartetten
- 1994 – Shampoohorn – Dweezil & Ahmet Zappa
- 1994 – Crisis vs. Crisis – Glory
- 1995 – The Zombie Hunter – Simon Steensland
- 1996 – The Music of Captain Beefheart – Live – Blandade artister
- 1997 – Spare Parts – Denny Walley
- 1997 – Sol Niger Within – Fredrik Thordendal's Special Defects
- 1999 – Led Circus – Simon Steensland
- 2000 – Automatic – Dweezil Zappa
- 2001 – Glass Finger Ghost – Jimmy Ågren
- 2003 – Close Enough for Jazz – Jimmy Ågren
- 2013 – Antikythera – Anders Björler
- 2014 – Casualties of Cool – Devin Townsend
- 2019 – Empath – Devin Townsend

## Utmärkelser
Ågren röstades fram till årets bästa fusiontrummis i en läsaromröstning i magasinet Modern Drummer 2010.